# Sal prieta
La salprieta o sal prieta es una guarnición típica de la provincia de Manabí, Ecuador. Es consumida como sazonador o condimento en preparaciones tradicionales con plátano, maduro asado, mariscos, como colorante al arroz, acompañante en patacones y diversos platos. Debido a su coloración oscura es llamada sal prieta.
En tiempos precolombinos ya había plantaciones de maní y maíz en lo que hoy es Manabí, estos granos eran parte de la base alimenticia de las personas de aquellos tiempos, por lo que el uso del maní y el maíz se potenció luego de que las plantaciones de estos productos se domesticaron, lo que provocó que su consumo se extienda.

## Preparación
La salprieta tiene dos ingredientes principales a partes iguales: maíz tostado y maní tostado. Ambos han de ser molidos finamente. A la mezcla se suele agregar aguacate y miel de burro achiote, cilantro finamente picado, aceite o manteca.
Posteriormente se puede tostar a fuego lento para que seque.